# Nejapa (Guerrero)
Nejapa es una localidad del estado mexicano de Guerrero. Es parte del municipio de Chilapa de Álvarez.

## Toponimia
El nombre «Nejapa» proviene de los términos en náhuatl: nextli, ceniza; apan, río. Su significado es «río de cenizas».

## Demografía
| Gráfica de evolución demográfica |
|                                  |

| Censo | Población |
| ----- | --------- |
| 1900  | 337       |
| 1910  | 671       |
| 1921  | 750       |
| 1930  | 772       |
| 1940  | 842       |
| 1950  | 1 047     |
| 1960  | 1 448     |
| 1970  | 1 737     |
| 1980  | 1 930     |
| 1990  | 2 573     |
| 2000  | 3 007     |
| 2010  | 3 944     |
| 2020  | 4 361     |